# توین شدو
توین شدو (انگلیسی: Twin Shadow؛ زادهٔ ۳۰ مارس ۱۹۸۳) خواننده-ترانه‌پرداز، موسیقی‌دان، گیتارنواز، و مدل و بازیگر اهل ایالات متحده آمریکا و جمهوری دومینیکن است. وی از سال ۲۰۰۰ میلادی تاکنون مشغول فعالیت بوده‌است.